# 148 Batalion Schutzmannschaft
Batalion Policyjny nr 148 (niem. SchutzmannschaftsBtl 148) – batalion policyjny, sformowany z Tatarów Krymskich w lipcu 1942 w Karasubarze, a rozwiązany 8 lipca 1944.
148 batalion był używany do przeszukiwania lasów krymskich i poszukiwania partyzantów radzieckich, a także do działań karnych przeciw mieszkańcom Krymu, których krewni lub bliscy brali udział w partyzantce.
148 (frontowy) batalion prowadził działania operacyjne lub ochronne albo w całości, albo w poszczególnych pododdziałach (kompanie i plutony): sztab batalionu znajdował się w Karasubazar, a jego jednostki pełniły służbę w obszarach Argyn-Baksan-Barabanovka, Sartana-Kurtluk i Kamyszly-Beszuy.